# 藍少文
藍少文（1988年6月7日—），是臺灣的棒球選手之一，卡那卡那富族人。曾效力於中華職棒統一7-ELEVEn獅隊，守備位置為內野手。

## 經歷
- 高雄縣忠孝國小少棒隊
- 高雄縣橋頭國中青少棒隊
- 高雄縣高苑工商青棒隊
- 台灣體院棒球隊→國立臺灣體育大學台中校區棒球隊（肄業）
- 中華職棒興農牛隊練習生（2009年）
- 中華職棒統一7-ELEVEn獅隊代訓球員（2010年）
- 中華職棒統一7-ELEVEn獅隊（2010年—2014年）

## 職棒生涯成績
| 年度   | 球隊           | 出賽 | 打數 | 安打 | 全壘打 | 打點 | 盜壘 | 四死 | 三振 | 壘打數 | 雙殺打 | 打擊率 |
| ------ | -------------- | ---- | ---- | ---- | ------ | ---- | ---- | ---- | ---- | ------ | ------ | ------ |
| 2011年 | 統一7-ELEVEn獅 | 3    | 4    | 0    | 0      | 0    | 0    | 0    | 2    | 0      | 0      | 0.000  |
| 2013年 | 統一7-ELEVEn獅 | 9    | 12   | 2    | 0      | 0    | 0    | 0    | 3    | 2      | 0      | 0.167  |
| 合計   | 2年            | 12   | 16   | 2    | 0      | 0    | 0    | 0    | 5    | 2      | 0      | 0.125  |

## 特殊事蹟
- 2011年5月21日，於二軍比賽中對戰La New二軍，八局下代打擊出帶有勝利打點的代打全壘打，同時也是個人在二軍首轟，此代打全壘打為統一二軍隊史第1支。
- 2013年9月12日，對戰Lamigo桃猿隊，七局上接替上場代打，從王豐鑫手中擊出職棒生涯一軍生涯首支安打。

## 外部連結
- 藍少文在台灣棒球維基館上的頁面（繁體中文）
- 球員資訊和成績在中華職棒官網（中文）